# كأس بلجيكا 2005–06
كأس بلجيكا 2005–06 (بالفرنسية: Coupe de Belgique de football 2005-2006)‏ هو موسم من كأس بلجيكا. أشرف على تنظيمه الاتحاد الملكي البلجيكي لكرة القدم، وفاز فيه زولته فاريجيم.